# Gerhard Berz

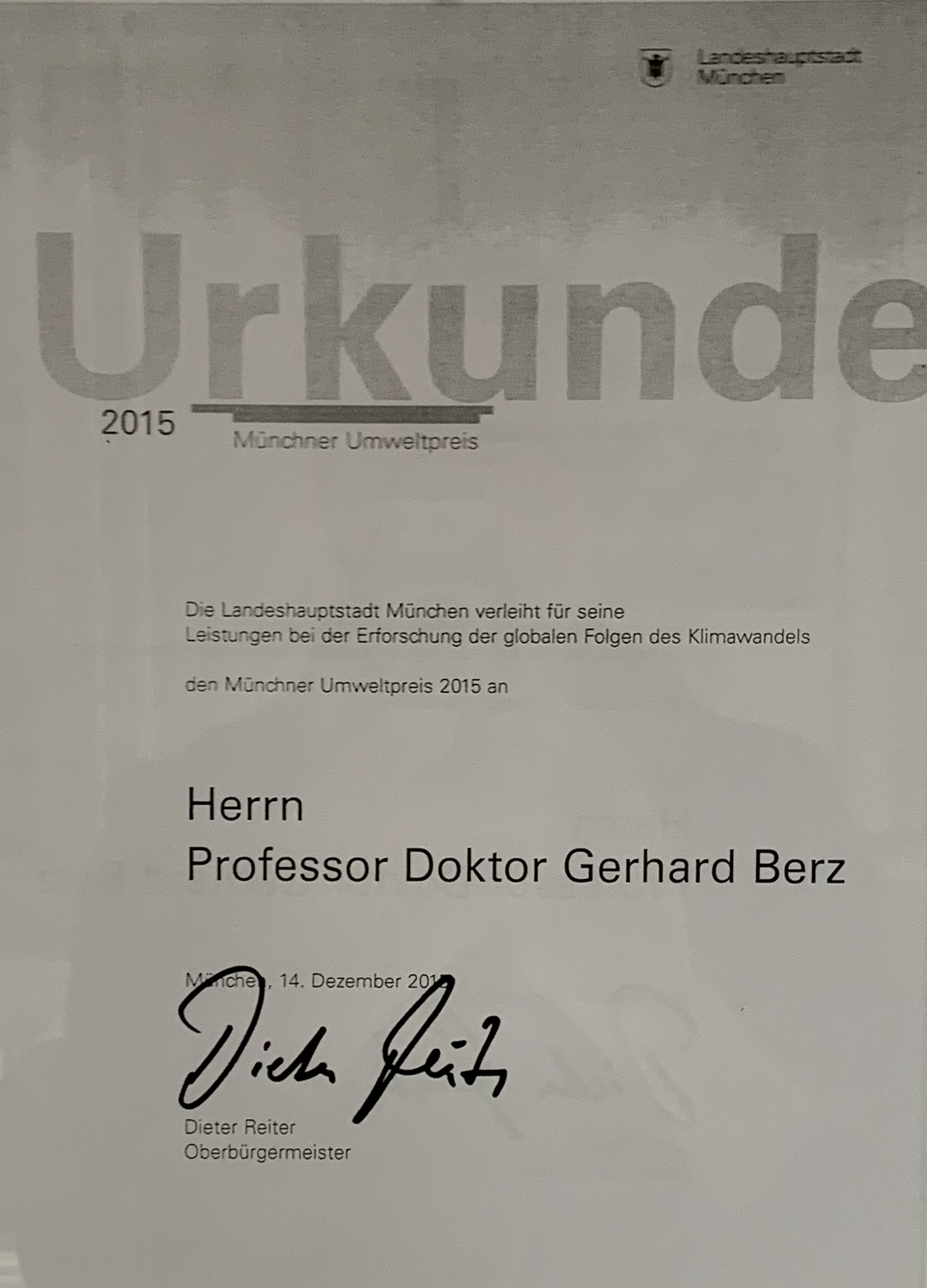

Gerhard Berz (* 12. Oktober 1941 in Kassel) ist ein deutscher Geowissenschaftler. Er war bis Dezember 2004 Leiter des Bereichs GeoRisikoForschung der Münchener Rückversicherungs-Gesellschaft.

## Leben
Gerhard Berz wurde in Kassel geboren und wuchs in Oberammergau auf. Er besuchte das Benediktinergymnasium Ettal. 1960 bis 1966 studierte er Meteorologie an der Ludwig-Maximilians-Universität in München. Nach Beendigung seines Studiums war er wissenschaftlicher Assistent am Institut für Geophysik und Meteorologie der Universität zu Köln. 1969 wurde er mit dem Thema Untersuchungen zum Wärmehaushalt der Erdoberfläche und zum bodennahen atmosphärischen Transport an der Universität zu Köln promoviert. Es folgte die Referendarausbildung sowie Assessorprüfung 1971 beim Deutschen Wetterdienst. 1972 wechselt er als wissenschaftlicher Assistent an die Universität München und erhielt dort einen Lehrauftrag. Diesen Lehrauftrag führte er bis 2005 aus. Im Februar 2006 wurde er zum Honorarprofessor für Meteorologie an der Ludwig-Maximilians-Universität München ernannt. Dort hielt er bis 2015 Vorlesungen zum Themenkreis "Naturkatastrophen und Klimawandel".

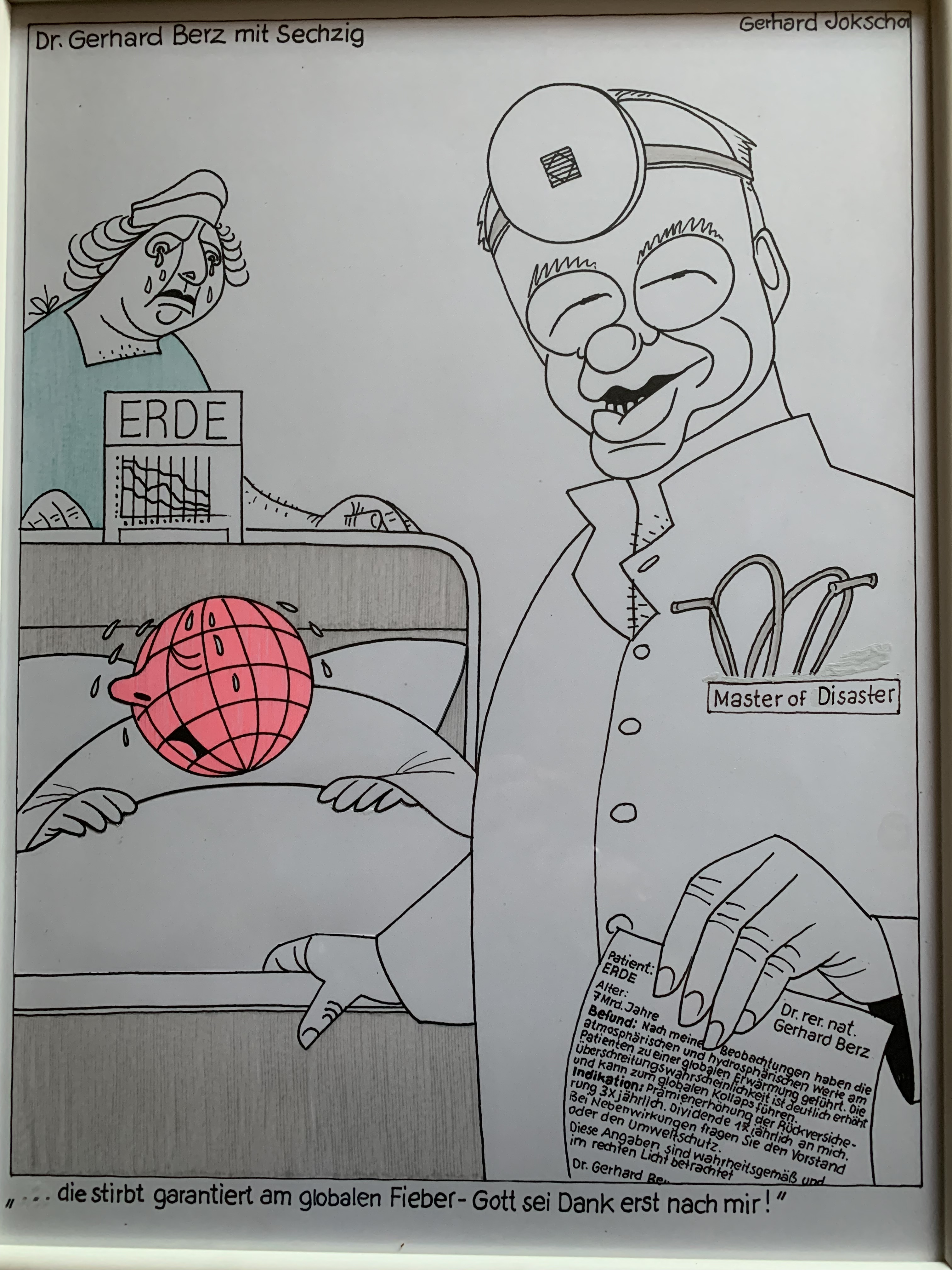

Ab 1974 widmete sich Berz bei der Münchener Rückversicherungs-Gesellschaft der Untersuchung und Bewertung von Naturkatastrophen und baute dort den Bereich Elementargefahren auf, der später in GeoRisikoForschung umbenannt wurde und den Ruf eines weltweit führenden Instituts auf dem Gebiet der Georisiko-Forschung in der Versicherungswirtschaft erlangte. Berz, der gelegentlich Master of Disaster genannt wird, leitete diesen Bereich bis Ende 2004.
Gerhard Berz ist unter anderem Mitglied (letzte 10 Jahre):
- in der Deutschen Meteorologischen Gesellschaft
- im Deutschen Komitee Katastrophenvorsorge
- der Deutschen Gesellschaft für Erdbeben-Ingenieurwesen und Baudynamik (Ehrenmitglied)
- der Umweltorganisation Germanwatch (Ehrenmitglied).
- im Beirat Förderverein Ökologische Steuerreform
- im Kuratorium der Umweltakademie in München
- im Stiftungsrat der Münchener Rück Stiftung

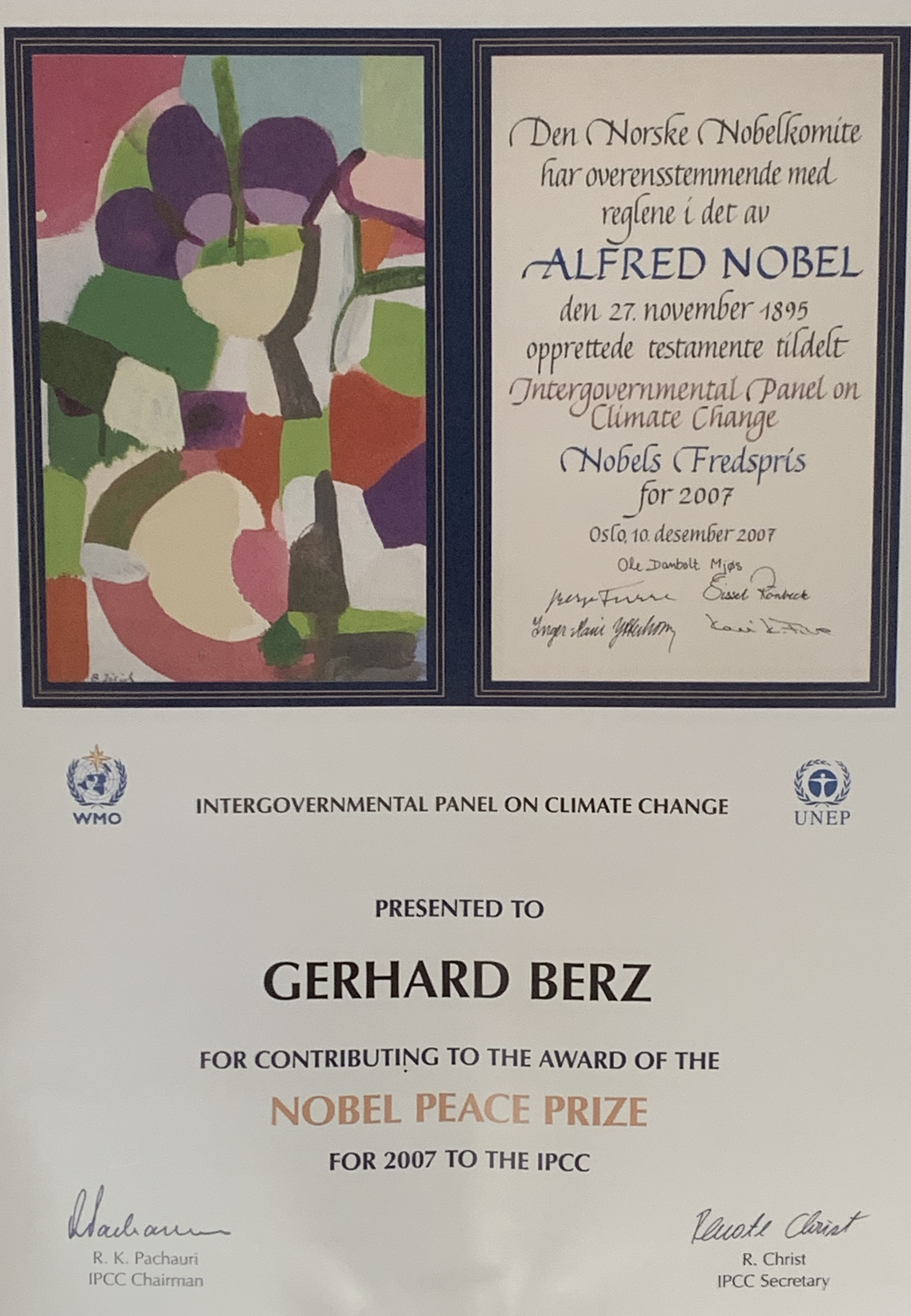

Darüber hinaus war er engagiert im Intergovernmental Panel on Climate Change, in der UN-Task-Force International Strategy for Disaster Reduction und im World Weather Research Program.
2007 erhielt er die Sergey Soloviev Medaille der European Geosciences Union, 2008 das Bundesverdienstkreuz am Bande.